# ハーバード大学本源氏物語
ハーバード大学本源氏物語（ハーバードだいがくほんげんじものがたり）は、源氏物語の写本の一つ。現在アメリカ合衆国ハーバード大学の所蔵となっていることからこの名称で呼ばれている。現在はハーバード大学の東洋文化に関する文物を収蔵しているアーサー・M・サックラー美術館（Arthur M. Sackler Museum）に収蔵されている。

## 概要
明治以降大量に日本国外へ流出した日本の文物の中には、少なくない源氏物語の写本が含まれていると考えられているが、その実態はほとんど未調査である。21世紀に入るとわずかながら調査は進展しており、本写本の他に「米国議会図書館本源氏物語」の存在などが明らかになっているがまだまだ不明な点が多い。そのような中でこの「ハーバード大学本源氏物語」は正規の研究機関に所蔵されておりかつ詳細な学術的調査がなされている数少ない写本の一つであり、2010年現在でも日本国外にある源氏物語の写本としては主要な源氏物語の校本に採録されている唯一の写本である。
本写本は鎌倉時代の比較的早い時期の書写と見られるもので、伝承筆者は、鎌倉時代の天台宗僧侶慈円（久寿2年4月15日（1155年5月17日） - 嘉禄元年9月25日（1225年10月28日））とされている。墨流しによる下絵装飾や吹き絵による料紙装飾が見られる華麗な写本である。本文は陽明文庫本や保坂本に近い別本を持つ写本である。

## 本写本の僚巻
本写本は須磨と蜻蛉の2帖のみ現存する零本であるが、現在以下のようないくつかの僚巻が確認されている。
- 国立歴史民俗博物館の所蔵となっている中山本源氏物語の鈴虫[2]
- 田中重太郎旧蔵、現相愛大学付属図書館の春曙文庫所蔵の断簡（藤裏葉、橋姫、宿木、手習）[3][4]
- 宮内庁書陵部所蔵宿木巻断簡[5]

## 影印・翻刻
翻刻のみ
- 上野英二「ハーバード大学美術館所蔵 源氏物語須磨巻・蜻蛉巻について(乾)--付翻印須磨巻」成城大学大学院文学研究科『成城国文学論集』通号第25号、1997年（平成9年）3月、pp.. 49-110
- 上野英二「ハーバード大学美術館所蔵 源氏物語須磨巻・蜻蛉巻について(坤)付・翻印蜻蛉巻」成城大学大学院文学研究科『成城国文学論集』通号第26号、1999年（平成11年）3月、pp.. 49-99

影印・翻刻
- 伊藤鉃也編『ハーバード大学美術館蔵『源氏物語』「須磨」』新典社、2013年（平成25年）10月。 ISBN 978-4-7879-0631-1
- 伊藤鉃也編『ハーバード大学美術館蔵『源氏物語』「蜻蛉」』新典社、2014年（平成26年）6月。 ISBN 978-4-7879-0632-8

## 校本への収録
源氏物語別本集成続の既刊分に、写本記号「ハ」として対校本文の一つとして須磨が収められている。
- 『源氏物語別本集成 続 第3巻』おうふう、2006年9月。 ISBN 4-2730-3403-4